# Скелювате (Пологівський район)
Скелюва́те — село в Україні, у Токмацькій міській громаді Пологівського району Запорізької області. Населення становить 216 осіб.

## Географія
Село Скелювате розташоване за 118 км від обласного центру та за 25 км від міста Токмака, на берегах річки Бандурка (річка в цьому місці пересихає, на ній зроблена загата), яка через 2,5 км впадає в річку Токмак, нижче за течією на відстані 2,5 км розташоване село Трудове. Найближча залізнична станція від села — Великий Токмак (за 27 км).

## Історія
Село засноване 1842 року.
З 24 серпня 1991 року село у складі Незалежної України.
До 2020 року орган місцевого самоврядування — Очеретуватська сільська рада. 12 червня 2020 року, відповідно до розпорядження Кабінету Міністрів України № 713-р «Про визначення адміністративних центрів та затвердження територій територіальних громад Запорізької області», увійшло до складу Токмацької міської громади.
19 липня 2020 року, в результаті адміністративно-територіальної реформи та ліквідації Токмацького району, село увійшло до складу Пологівського району.
24 лютого 2022 року, під час російського вторгнення в Україну, село тимчасово окуповане російськими загарбниками.

## Населення

### Мова
Розподіл населення за рідною мовою за даними перепису 2001 року:
| Мова       | Кількість | Відсоток |
| ---------- | --------- | -------- |
| українська | 206       | 95.37%   |
| російська  | 10        | 4.63%    |
| Усього     | 216       | 100%     |